# 3000 metros
Los 3000 metros planos son una prueba de atletismo de medio fondo que en su modalidad masculina nunca ha formado parte del programa de los Juegos Olímpicos ni de los Campeonatos mundiales de atletismo.
En la modalidad femenina, esta prueba debutó en los Juegos Olímpicos en 1984 en la edición celebrada en Los Ángeles, para ser disputada por última vez en los juegos de Barcelona 1992, al ser sustituida por la prueba de los 5000 metros lisos en los juegos celebrados en Atlanta. Igualmente, en los Campeonatos mundiales de atletismo, este evento solo se celebró en las cuatro primeras ediciones hasta que, en la edición celebrada en Gotemburgo, en 1995, fue también sustituido por la prueba de los 5000 metros lisos.
En la actualidad se disputa de manera competitiva desde 1985 en el Campeonato Mundial de Atletismo en Pista Cubierta en sus modalidades masculina y femenina.

## Campeonas olímpicas
| Edición          | Oro                                           | Plata                                | Bronce                      |
| ---------------- | --------------------------------------------- | ------------------------------------ | --------------------------- |
| Los Ángeles 1984 | Maricica Puică (8′35″96) · Rumania            | Wendy Sly · Reino Unido              | Lynn Williams · Canadá      |
| Seúl 1988        | Tatiana Samólenko (8′26″53) · Unión Soviética | Paula Ivan · Rumania                 | Yvonne Murray · Reino Unido |
| Barcelona 1992   | Yelena Románova (8′46″04) · Equipo Unificado  | Tatiana Samólenko · Equipo Unificado | Angela Chalmers · Canadá    |

## Campeonas mundiales
- Ganadoras en el Campeonato Mundial de Atletismo.

| Edición        | Oro                                         | Plata                              | Bronce                            |
| -------------- | ------------------------------------------- | ---------------------------------- | --------------------------------- |
| Helsinki 1983  | Mary Decker (8′34″62) Estados Unidos        | Brigitte Kraus Alemania Occidental | Tatiana Kazankina Unión Soviética |
| Roma 1987      | Tatiana Samólenko (8′38″73) Unión Soviética | Maricica Puică · Rumania           | Ulrike Bruns Alemania Oriental    |
| Tokio 1991     | Tatiana Samólenko (8′35″82) Unión Soviética | Yelena Románova Unión Soviética    | Susan Sirma Kenia                 |
| Stuttgart 1993 | Qu Yunxia (8′28″71) China                   | Linli Zhang China                  | Zhang Lirong China                |

## Campeones mundiales en Pista Cubierta
- Ganadoras en el Campeonato Mundial de Atletismo en Pista Cubierta.

### Masculino
| Edición           | Oro                          | Plata                         | Bronce                             |
| ----------------- | ---------------------------- | ----------------------------- | ---------------------------------- |
| París 1985        | João Campos Portugal         | Don Clary Estados Unidos      | Ivan Uvizl Checoslovaquia          |
| Indianápolis 1987 | Frank O'Mara Irlanda         | Paul Donovan Irlanda          | Terry Brahm Estados Unidos         |
| Budapest 1989     | Saïd Aouita Marruecos        | José Luis González · España   | Dieter Baumann Alemania Occidental |
| Sevilla 1991      | Frank O'Mara Irlanda         | Hammou Boutayeb Marruecos     | Robert Denmark Reino Unido         |
| Toronto 1993      | Gennaro Di Napoli · Italia   | Eric Dubus Francia            | Enrique Molina · España            |
| Barcelona 1995    | Gennaro Di Napoli · Italia   | Anacleto Jiménez · España     | Brahin Jabbour Marruecos           |
| París 1997        | Haile Gebrselassie Etiopía   | Paul Bitok Kenia              | Ismaïl Sghyr Marruecos             |
| Maebashi 1999     | Haile Gebrselassie Etiopía   | Paul Bitok Kenia              | Million Wolde Etiopía              |
| Lisboa 2001       | Hicham El Guerrouj Marruecos | Mohammed Mourhit · Bélgica    | Alberto García · España            |
| Birmingham 2003   | Haile Gebrselassie Etiopía   | Alberto García · España       | Luke Kipkosgei Kenia               |
| Budapest 2004     | Bernard Lagat Kenia          | Rui Silva Portugal            | Markos Geneti Etiopía              |
| Moscú 2006        | Kenenisa Bekele Etiopía      | Saif Saaeed Shaheen Catar     | Eliud Kipchoge Kenia               |
| Valencia 2008     | Tariku Bekele Etiopía        | Paul Kipsiele Koech Kenia     | Abreham Cherkos Etiopía            |
| Doha 2010         | Bernard Lagat Estados Unidos | Sergio Sánchez · España       | Sammy Alex Mutahi Kenia            |
| Estambul 2012     | Bernard Lagat Estados Unidos | Augustine Kiprono Choge Kenia | Edwin Soi Kenia                    |
| Sopot 2014        | Caleb Ndiku Kenia            | Bernard Lagat Estados Unidos  | Dejen Gebremeskel Etiopía          |
| Portland 2016     | Yomif Kejelcha Etiopía       | Ryan Hill Estados Unidos      | Augustine Kiprono Choge Kenia      |
| Birmingham 2018   | Yomif Kejelcha Etiopía       | Selemon Barega Etiopía        | Bethwell Birgen Kenia              |
| Belgrado 2022     | Selemon Barega Etiopía       | Lamecha Girma Etiopía         | Marc Scott Reino Unido             |
| Glasgow 2024      | Josh Kerr Reino Unido        | Yared Nuguse Estados Unidos   | Selemon Barega Etiopía             |

### Femenino
| Edición           | Oro                                    | Plata                                  | Bronce                           |
| ----------------- | -------------------------------------- | -------------------------------------- | -------------------------------- |
| París 1985        | Debbie Scott · Canadá                  | Agnese Possamai · Italia               | PattiSue Plumer Estados Unidos   |
| Indianápolis 1987 | Tatyana Samolenko Unión Soviética      | Olga Bondarenko Unión Soviética        | Maricica Puică · Rumania         |
| Budapest 1989     | Elly van Hulst · Países Bajos          | Liz McColgan Reino Unido               | Margareta Keszeg · Rumania       |
| Sevilla 1991      | Marie-Pierre Duros Francia             | Margareta Keszeg · Rumania             | Lyubov Kremlyova Unión Soviética |
| Toronto 1993      | Yvonne Murray Reino Unido              | Margareta Keszeg · Rumania             | Lynn Jennings Estados Unidos     |
| Barcelona 1995    | Gabriela Szabo · Rumania               | Lynn Jennings Estados Unidos           | Joan Nesbit Estados Unidos       |
| París 1997        | Gabriela Szabo · Rumania               | Sonia O'Sullivan Irlanda               | Fernanda Ribeiro Portugal        |
| Maebashi 1999     | Gabriela Szabo · Rumania               | Zahra Ouaziz Marruecos                 | Regina Jacobs Estados Unidos     |
| Lisboa 2001       | Olga Yegorova · Rusia                  | Gabriela Szabo · Rumania               | Yelena Zadorozhnaya · Rusia      |
| Birmingham 2003   | Berhane Adere Etiopía                  | Marta Domínguez · España               | Meseret Defar Etiopía            |
| Budapest 2004     | Meseret Defar Etiopía                  | Berhane Adere Etiopía                  | Shayne Culpepper Estados Unidos  |
| Moscú 2006        | Meseret Defar Etiopía                  | Liliya Shobukhova · Rusia              | Lidia Chojecka · Polonia         |
| Valencia 2008     | Meseret Defar Etiopía                  | Meselech Melkamu Etiopía               | Mariem Alaoui Selsouli Marruecos |
| Doha 2010         | Meseret Defar Etiopía                  | Vivian Cheruiyot Kenia                 | Sentayehu Ejigu Etiopía          |
| Estambul 2012     | Hellen Obiri Kenia                     | Meseret Defar Etiopía                  | Gelete Burka Etiopía             |
| Sopot 2014        | Genzebe Dibaba Etiopía                 | Hellen Obiri Kenia                     | Maryam Yusuf Jamal Baréin        |
| Portland 2016     | Genzebe Dibaba Etiopía                 | Meseret Defar Etiopía                  | Shannon Rowbury Estados Unidos   |
| Birmingham 2018   | Genzebe Dibaba Etiopía                 | Sifan Hassan · Países Bajos            | Laura Muir Reino Unido           |
| Belgrado 2022     | Lemlem Hailu Etiopía                   | Elle Purrier St. Pierre Estados Unidos | Ejgayehu Taye Etiopía            |
| Glasgow 2024      | Elle Purrier St. Pierre Estados Unidos | Gudaf Tsegay Etiopía                   | Beatrice Chepkoech Kenia         |